# Михайлово (Старозагорская область)
Михайлово (болг. Михайлово) — село в Болгарии. Находится в Старозагорской области, входит в общину Стара-Загора. Население составляет 374 человека.

## Политическая ситуация
В местном кметстве Михайлово, в состав которого входит Михайлово, должность кмета (старосты) исполняет Белчо Вылев Белчев (Болгарская социалистическая партия (БСП)) по результатам выборов правления кметства.
Кмет (мэр) общины Стара-Загора — Светлин Танчев (Граждане за европейское развитие Болгарии (ГЕРБ)) по результатам выборов в правление общины.